# Пшемярово
Пшемярово (пол. Przemiarowo) — село в Польщі, у гміні Пултуськ Пултуського повіту Мазовецького воєводства.
Населення — 325 осіб (2011).
У 1975-1998 роках село належало до Цехановського воєводства.

## Демографія
Демографічна структура станом на 31 березня 2011 року:
|          | Загалом | Допрацездатний вік | Працездатний вік | Постпрацездатний вік |
| -------- | ------- | ------------------ | ---------------- | -------------------- |
| Чоловіки | 160     | 34                 | 111              | 15                   |
| Жінки    | 165     | 47                 | 89               | 29                   |
| Разом    | 325     | 81                 | 200              | 44                   |